# 安眠島

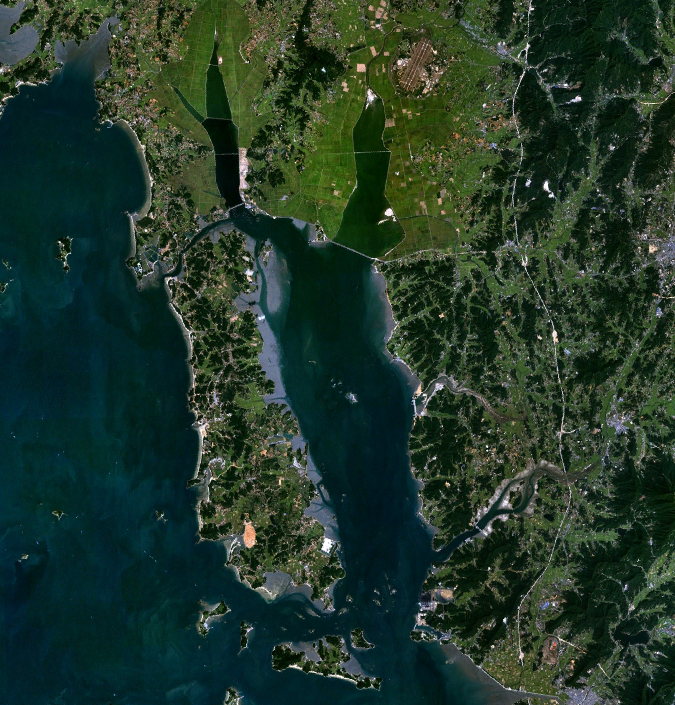
安眠岛卫星图像

安眠岛（：／ Anmyeondo */?），是大韩民国的岛屿，位于忠清南道海岸，行政上由泰安郡负责管辖，面积113.5km²，2009年人口9,775。